# إلدون هانسن
إلدون هانسن (بالإنجليزية: Eldon Hansen)‏ هو رياضياتي أمريكي، ولد في 1927.